# 그랜트숲땃쥐
그랜트숲땃쥐(Sylvisorex granti)는 땃쥐과에 속하는 포유류의 일종이다. 콩고민주공화국과 케냐, 르완다, 탄자니아 그리고 우간다의 산악 숲에서 발견된다. 자연 서식지는 아열대 또는 열대 기후 지역의 습윤 산지 숲이다. 기준표본을 채집한 곳은 우간다 루웬조리 동부 지역의 무부투 계곡, 해발 3,048m 지점이다.

## 아종
- Sylvisorex granti granti, Thomas, 1907
- Sylvisorex granti mundus, Osgood, 1910.